# MaK DE 1003
Die Lokomotiven MaK DE 1003 sind vierachsige dieselelektrische Lokomotiven des Herstellers Maschinenbau Kiel, die für den schweren Rangier- und den mittleren Streckendienst bei der Ruhrkohle AG konzipiert wurden. Sie wurden 1987/88 in vier Exemplaren gebaut. Eine 2019 im Einsatz befindliche Lokomotive besitzt in der Schweiz die NVR-Nummer 98 85 5 846 401-8 CH-SRTAG.

## Entwicklung
Vorbild für die Entwicklung waren die Elektrolokomotive Henschel E 1200 und die Diesellokomotive Gmeinder DE 500, die beide für die RAG Aktiengesellschaft geliefert wurden und sich jahrelang sehr gut bewährt hatten. 1985 hatte die RAG etwa 170 Lokomotiven unterschiedlicher Bauart im Bestand, darunter die E 1200, die DE 500 und die MaK G 1204 BB.
Ab 1985 waren auf den nicht elektrifizierten Strecken der RAG neue Transporte einzurichten. Ursprünglich war dafür ein Einsatz der DE 500 in Doppeltraktion vorgesehen, wovon aber aus traktionstechnischen Gründen Abstand genommen wurde und stattdessen eine neue Bauserie beschafft wurde.
Die Lokomotive wurde wie die dieselelektrischen Vorgänger in reiner Drehstromtechnik ausgeführt. Gegenüber der MaK DE 1002 wurde sie mit einer Zweimaschinenanlage konstruiert. Das ergab für den Spitzenbedarf eine Leistung im Bereich der DE 1002, dafür konnte im Teillastbereich eine Maschinenanlage ausgeschaltet werden, was zum einen Kraftstoff im Teillastbereich einsparte, zum anderen trotzdem die Verwendung aller vier Achsen der Lokomotive für den Traktionsbetrieb ermöglichte. Bei dieselhydraulischen Lokomotiven mit Zweimaschinenanlage ist dies nicht möglich.

## Technik
Die Lokomotiven zählen zu der dritten Generation von MaK- bzw. Vossloh-Loks. Durch dieses Bezeichnungsschema wurde die Kraftübertragung und die Motorleistung zum Ausdruck gebracht. Gegenüber der vorherigen Generation sind die Lokomotiven speziell durch schneller laufende Motoren gekennzeichnet. Das äußere Aussehen zeigt die durch Fertigungsvereinfachung ausgerichtete kantige Form der Aufbauten. Der Zugang zum Führerhaus wurde aus Sicherheitsgründen generell von der Frontseite über die mit Gittern versehenen Umläufe realisiert. Mechanisch sind die Lokomotiven wie die DE 1002 als Lokomotiven mit Mittelführerstand und Vorbauten aufgebaut. Der Unterschied zu dieser Bauart war die Ausrüstung der neuen DE 1003 mit einer Zweimotorenanlage. Der Kraftfluss der Lokomotiven erfolgt: Dieselmotor – Drehstromgenerator – Gleichrichter – Zwischenkreis – Wechselrichter – Fahrmotoren. Hier speisen zwei identische Motoren mit zwei identischen Generatoren Strom in einen gemeinsamen Zwischenkreis ein.
Erstmals kamen bei dieselelektrischen Lokomotiven auch GTO-Thyristoren zur Anwendung. Beide Generatoren sind durch die Gleichrichter beim Betrieb mit nur einer Maschinenanlage entkoppelt. Die Hilfsbetriebe werden bedarfsgerecht aus dem Zwischenkreis gespeist. Wenn die elektrische Bremse verwendet wird, kann die gewonnene Energie ebenfalls für die Hilfsbetriebe verwendet werden.
Die Kühlung beider Motoren ist als Wasserkühlung ausgeführt. Die Besonderheit bei dieser Lokomotive besteht darin, dass beim Einmotorenbetrieb die Kühlkreisläufe durch Überströmleitungen verbunden sind, sodass der zweite Motor auch nach stundenlangem Standby-Modus Starttemperatur besitzt.

## Einsatz
Die Lokomotiven waren für den Bedarf der RAG zugeschnitten und haben sich dort im täglichen Bedarf gut bewährt. Im Vergleich mit der MaK G 1204 BB hatten sie einen Kraftstoffverbrauch, der gegenüber der dieselhydraulischen Bauart um 20 bis 33 % niedriger lag. Anderswo konnte sich das Antriebskonzept nicht durchsetzen. Der Gebrauch der zwei Motoren verursachte erhöhte Lebenszykluskosten und so entschieden sich viele Kunden  für den preisgünstigeren dieselhydraulischen Antrieb. Außerdem bewährten sich die eingebauten MWM-Motoren nicht sonderlich gut.
Alle Lokomotiven blieben bis zum Ende der 1990er Jahre bei der RAG im Betrieb und wurden dann abgestellt. Eine Lokomotive wurde als Ersatzteilspender ausgeschlachtet und später verschrottet, die restlichen Lokomotiven wurden ins Ausland verkauft.